# Nigramma dialeuca
Nigramma dialeuca är en fjärilsart som beskrevs av George Francis Hampson 1905. Nigramma dialeuca ingår i släktet Nigramma och familjen nattflyn. Inga underarter finns listade i Catalogue of Life.